# Hannes Baumann
Hannes Baumann (* 9. August 1982 in Bad Saarow) ist ein deutscher Segler in der 49er- und der Laser-Klasse.

## Leben
Hannes Baumann erlernte auf dem Berliner Müggelsee in seinem Heimatverein, dem Yachtclub Berlin-Grünau, im Optimisten das Segeln, nachdem er sich zuvor im Schwimmen, Basketball und Badminton ausprobiert hatte. Da er als talentiert galt, konnte er bald im sog. Opti-Müggelteam trainieren. Das war der Zusammenschluss der besten Optimisten-Segler des Reviers. Auch der Olympia-Sechste 2012, Robert Stanjek (Starboot) kam aus diesem Team.
Baumann studiert Schiffbau an der Universität Kiel und startet jetzt für den Norddeutschen Regatta Verein. 
Schon als Juniorensportler war er in der Laser-Klasse erfolgreich. 2002 gewann er in Kopenhagen die Bronzemedaille bei den Junioreneuropameisterschaften.
Auch bei den Senioren trat Baumann zunächst in der Laser-Klasse an. 2000 wurde er in Wismar in der Klasse Laser Radial Deutscher Meister, 2004 im Laser Standard am Wörthsee. Erste und einzige internationale Meisterschaft bei den Männern in der Klasse wurden die Europameisterschaften in Cartagena, bei denen er 65. wurde. 2006 wechselte er in die 49er-Klasse und segelte zunächst gemeinsam mit dem zweifachen Olympiateilnehmer Marcus Baur. Bei den Europameisterschaften im selben Jahr in Weymouth belegten sie schon einen 15. Rang. 2007 gewannen sie die Kieler Woche in ihrer Bootsklasse, wurden bei den Weltmeisterschaften in Cascais 22. und bei den Europameisterschaften in Marsala Zehnte. In der Weltrangliste erreichten sie den dritten Rang. 2008 brachte bei den Weltmeisterschaften von Melbourne zunächst erneut einen 22. Platz, die Europameisterschaften in Palma Rang 28. Sie gewannen die Niederländische Meisterschaft und wurden Dritte bei der Travemünde Woche. Bei den Ausscheidungsrennen für die Olympischen Sommerspiele 2008 unterlagen Baur/Baumann als Zweitplatzierte einzig den späteren Bronzemedaillengewinnern Hannes und Jan-Peter Peckolt. Da aber nur ein Boot pro Nation an den Start gehen konnte, qualifizierten sich Baur/Baumann nicht.
Nach der gescheiterten Qualifikation 2008 bildete Baumann nun mit Tobias Schadewaldt ein Team. Seit 2009 bestreitet das Duo internationale Rennen. Bei den Weltmeisterschaften auf dem Gardasee wurden sie 27., bei den Europameisterschaften in Zadar 29. 2010 schafften sie ihren Durchbruch. Sie gewannen die Rennen auf der Kieler und der Travemünder Woche, wurden Siebte der Pre Olympics und erreichten erstmals die Spitzenposition der deutschen Rangliste. Bei den Weltmeisterschaften in Freeport konnten sie die guten Resultate als 36. nicht verteidigen und wurden zudem bei den Europameisterschaften in Sopot 16. Bei einem Weltcuprennen auf Mallorca wurden sie Neunte. Bemerkenswerter als das Ergebnis war ein Unfall mit dem Boot. Beim Kentern verhakte sich Schadewaldt unter Wasser und wurde von Baumann mit Mund-zu-Mund-Beatmung gerettet. 2011 gewannen sie erneut die Kieler und die Travemünder Woche und waren wieder erste der deutschen Rangliste. Gute Resultate erreichten sie auch bei den internationalen Meisterschaften: bei den Europameisterschaften in Helsinki wurden sie 13., bei den Weltmeisterschaften in Perth 12. Damit qualifizierten sie sich für die Olympischen Sommerspiele 2012 in London. Vor den Spielen gewannen Schadewaldt/Baumann erneut die Kieler Woche, wurden Dritte beim Weltcup in Mallorca sowie in der Weltcup-Gesamtwertung und der Weltrangliste. Bei den Weltmeisterschaften in Zadar verpassten sie als Elfte knapp die Top-Ten-Ränge. Den 11. Platz erreichten sie auch bei den Olympischen Spielen 2012.